# Avenida República do Chile
A Avenida República do Chile é uma via do Rio de Janeiro, localizada no bairro do Centro. Tem início na Rua do Lavradio e término no Largo da Carioca. A partir daí ela passa a se chamar Avenida Almirante Barroso.

## História

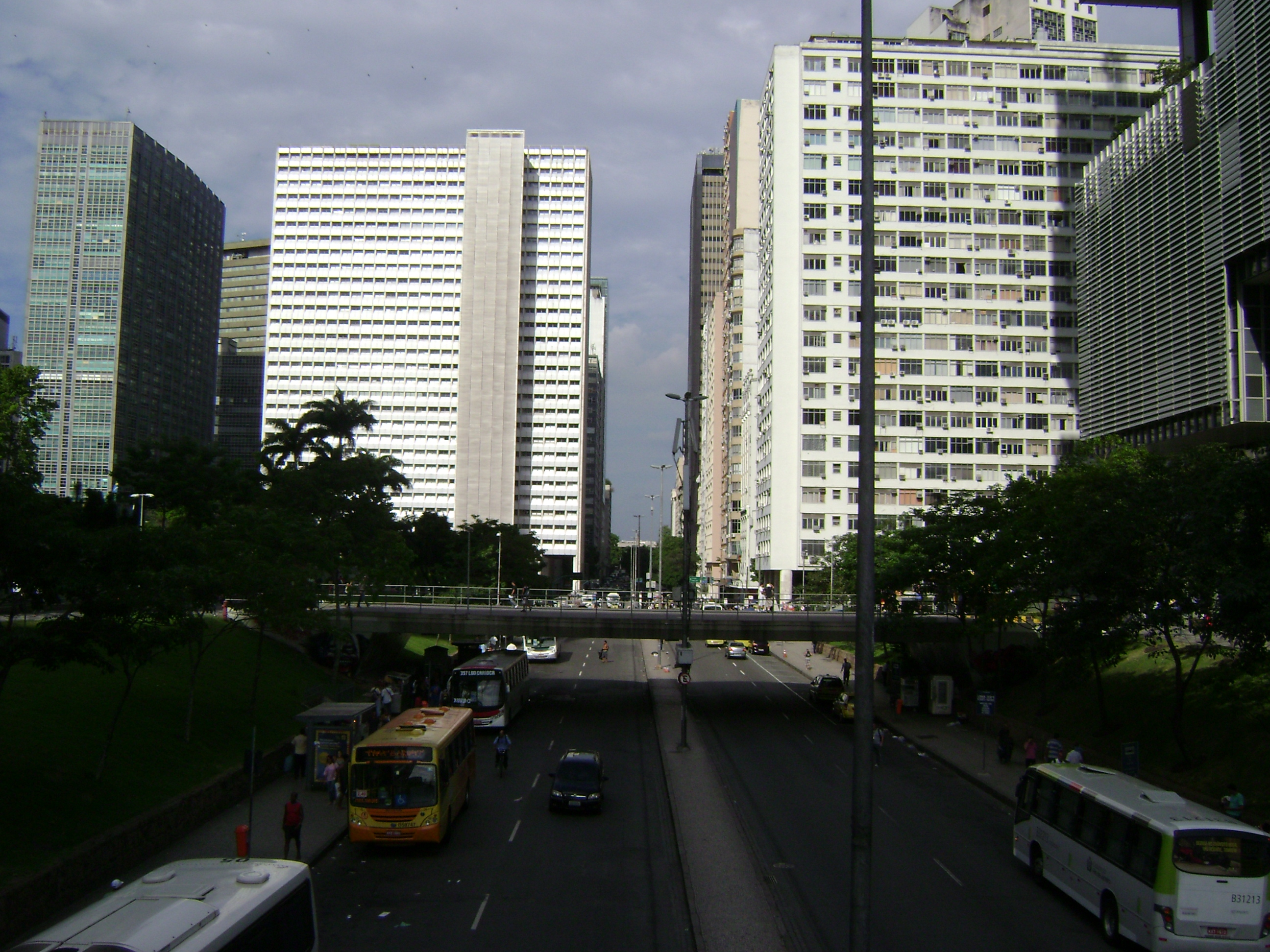
A avenida vista de um viaduto próximo à Catedral de São Sebastião do Rio de Janeiro.

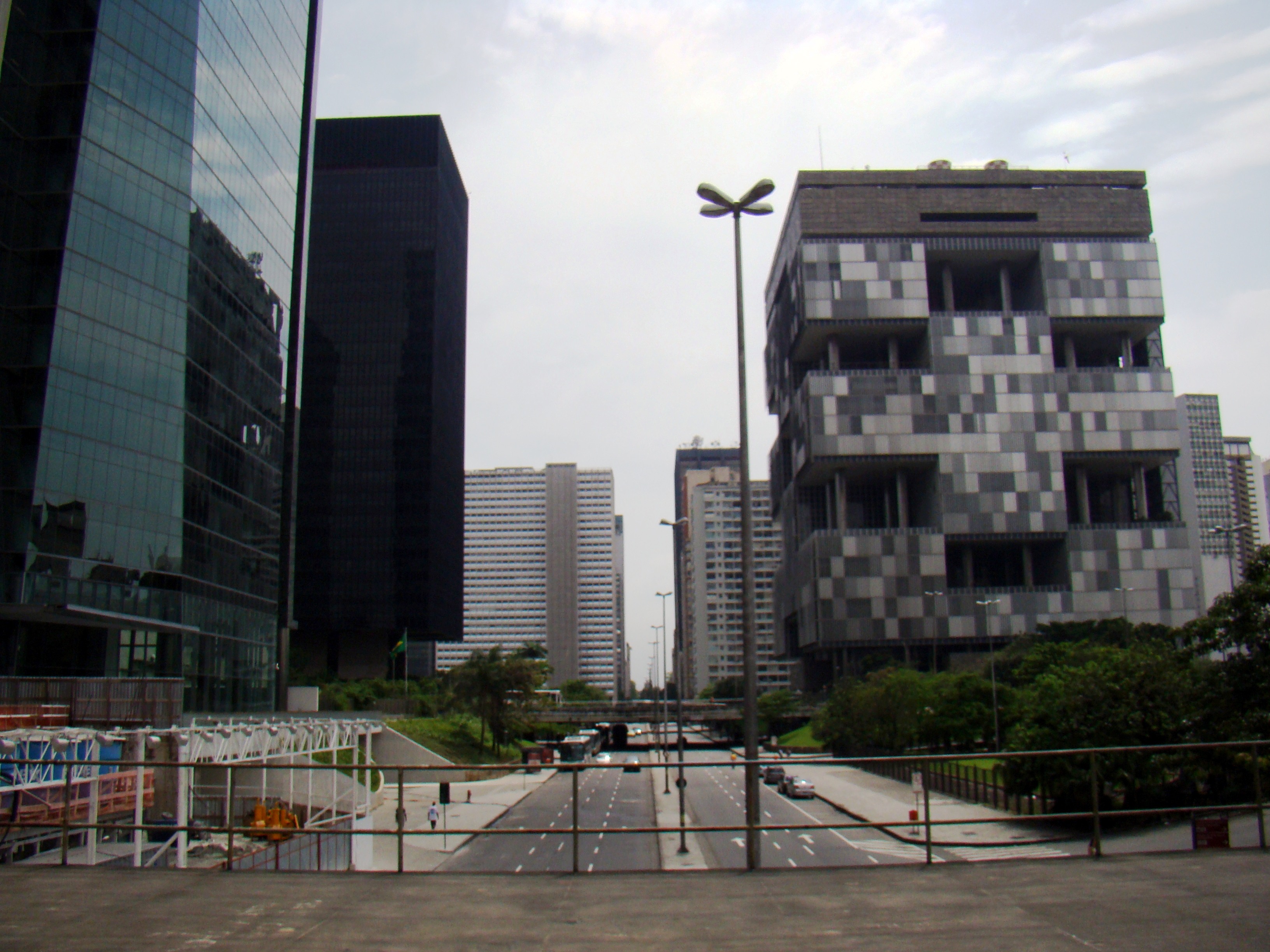
A avenida vista de uma das passarelas próximo à Catedral de São Sebastião do Rio de Janeiro.

Foi aberta em 1960 em terrenos do demolido Morro de Santo Antônio, possibilitando uma variante do trânsito proveniente da Zona Norte que utilizava a já congestionada Rua do Riachuelo.
Por ser uma avenida de criação relativamente recente, apresenta arrojadas construções, como os edifícios-sede da Petrobras e do Banco Nacional de Desenvolvimento Econômico e Social (BNDES) , o do Rio Metropolitan, o Conjunto Cultural da Caixa Econômica Federal e a Catedral de São Sebastião do Rio de Janeiro, todos significativos exemplares da arquitetura brasileira.